# Vuelta a España 2004
La 59.ª edición de la Vuelta a España comenzó el 4 de septiembre de 2004 en la ciudad de León y finalizó el 26 de septiembre de ese mismo año en Madrid.
Tuvo un recorrido aproximado de 3.034 km, un total de 21 etapas y participaron en ella 188 corredores de 21 equipos.
Esta edición fue una de las más montañosas hasta el momento y contó con seis finales en alto. No se visitaron escenarios habituales como Asturias (Angliru o Lagos de Covadonga) o los Pirineos pero sí otros puertos inéditos como el de Calar Alto en Almería.
Comenzó con una contrarreloj por equipos de 27,7 km y contó con otras tres etapas cronometradas individuales, destacando la cronoescalada en Sierra Nevada de 29 km.
Entre los principales favoritos se encontraban los españoles Roberto Heras (doble vencedor de la Vuelta y defensor del título), Aitor González (ganador en 2002) y Joseba Beloki que reaparecía tras varias lesiones, así como el kazajo Alexandre Vinokourov y el reciente campeón olímpico contrarreloj Tyler Hamilton. También destacaba la participación del italiano Damiano Cunego, vencedor del Giro de Italia, y del subcampeón del mundo Alejandro Valverde.
Dos días antes de comenzar la Vuelta, el ciclista italiano Francesco Casagrande (Lampre) y el español Carlos Román Golbano (Costa Almería) fueron declarados "no aptos" para la participación en la carrera, término por el cual se designan a aquellos corredores que dan valores demasiado altos de hematocrito en la prueba de sangre, por lo cual se sospecha que han podido utilizar eritropoyetina (EPO), aunque no se les puede acusar de dopaje. Todos los ciclistas se sometieron a este control el día 1 de septiembre.
Con posterioridad tras su confesión de dopaje, David Zabriskie fue descalificado de todos los resultados deportivos que obtuvo desde el 31 de mayo de 2003 al 31 de julio de 2006.

## Equipos participantes
| Grupos deportivos I (18)- Liberty Seguros - AG2R Prévoyance - Alessio-Bianchi - Cofidis-Le Crédit par Téléphone - Euskaltel-Euskadi - Fassa Bortolo - Illes Balears-Banesto - Lampre - Phonak Hearing Systems - Quick Step-Davitamon - Rabobank - Relax-Bodysol - Saeco - Saunier Duval-Prodir - CSC - T-Mobile - US Postal Service-Berry Floor - Vini Caldirola-Nobili Rubinetterie Grupos deportivos II (3)- Comunidad Valenciana-Kelme - Café Baqué - Costa de Almería-Paternina |
| |

## Etapas
| Etapa      | Fecha     | Recorrido                                     | type                     | Distancia (km) | Ganador                         | Líder            |
| ---------- | --------- | --------------------------------------------- | ------------------------ | -------------- | ------------------------------- | ---------------- |
| 1.ª etapa  | 4 de sep  | León – León                                   | contrarreloj por equipos | 28             | US Postal Service-Berry Floor   | Floyd Landis     |
| 2.ª etapa  | 5 de sep  | León – Burgos                                 | etapa llana              | 207            | Alessandro Petacchi             | Max van Heeswijk |
| 3.ª etapa  | 6 de sep  | Burgos – Soria                                | etapa llana              | 157            | Alejandro Valverde              | Benoît Joachim   |
| 4.ª etapa  | 7 de sep  | Soria – Zaragoza                              | etapa llana              | 167            | Alessandro Petacchi             | Benoît Joachim   |
| 5.ª etapa  | 8 de sep  | Zaragoza – Morella                            | etapa escarpada          | 186,5          | Denís Menshov                   | Manolo Beltrán   |
| 6.ª etapa  | 9 de sep  | Benicarló – Castellón de la Plana             | etapa escarpada          | 157            | Óscar Freire                    | Manolo Beltrán   |
| 7.ª etapa  | 10 de sep | Castellón de la Plana – Valencia              | etapa llana              | 165            | Alessandro Petacchi             | Manolo Beltrán   |
| 8.ª etapa  | 11 de sep | Almusafes – Almusafes                         | contrarreloj individual  | 40,1           | Tyler Hamilton Víctor Hugo Peña | Floyd Landis     |
| 9.ª etapa  | 12 de sep | Játiva – Sierra de Aitana                     | etapa de montaña         | 170            | Leonardo Piepoli                | Floyd Landis     |
| 10.ª etapa | 13 de sep | Alcoy – Xorret de Catí                        | etapa de montaña         | 174,5          | Eladio Jiménez                  | Floyd Landis     |
| 11.ª etapa | 14 de sep | San Vicente del Raspeig – Caravaca de la Cruz | etapa llana              | 165            | David Zabriskie                 | Floyd Landis     |
|            | 15 de sep | Día de descanso                               | Día de descanso          |                |                                 |                  |
| 12.ª etapa | 16 de sep | Almería – Observatorio de Calar Alto          | etapa de montaña         | 145            | Roberto Heras                   | Roberto Heras    |
| 13.ª etapa | 17 de sep | Ejido, El – Málaga                            | etapa llana              | 172            | Alessandro Petacchi             | Roberto Heras    |
| 14.ª etapa | 18 de sep | Málaga – Granada                              | etapa de montaña         | 167            | Santi Pérez                     | Roberto Heras    |
| 15.ª etapa | 19 de sep | Granada – Estación de esquí de Sierra Nevada  | cronoescalada            | 29,6           | Santi Pérez                     | Roberto Heras    |
|            | 20 de sep | Día de descanso                               | Día de descanso          |                |                                 |                  |
| 16.ª etapa | 21 de sep | Olivenza – Cáceres                            | etapa de media montaña   | 190            | José Cayetano Juliá             | Roberto Heras    |
| 17.ª etapa | 22 de sep | Plasencia – Estación de esquí de La Covatilla | etapa de montaña         | 170            | Félix Cárdenas                  | Roberto Heras    |
| 18.ª etapa | 23 de sep | Béjar – Ávila                                 | etapa de montaña         | 196            | Javier Pascual Rodríguez        | Roberto Heras    |
| 19.ª etapa | 24 de sep | Ávila – Collado Villalba                      | etapa de media montaña   | 142            | Tino Zaballa                    | Roberto Heras    |
| 20.ª etapa | 25 de sep | Alcobendas – Puerto de Navacerrada            | etapa de montaña         | 178            | José Enrique Gutiérrez          | Roberto Heras    |
| 21.ª etapa | 26 de sep | Madrid – Madrid                               | contrarreloj individual  | 28,2           | Santi Pérez                     | Roberto Heras    |

## Clasificaciones finales

### Clasificación general
| \| Clasificación general \| Clasificación general \| Clasificación general \| Clasificación general \| Clasificación general \| \| Ciclista \| Ciclista \| Equipo \| Tiempo \| \| \| --------------------- \| -------------------------- \| ---------------------------------- \| --------------------- \| --------------------- \| \| 1.º \| Roberto Heras \| Liberty Seguros \| 77 h 42 min 46 s \| \| \| 2.º \| Santi Pérez \| Phonak Hearing Systems \| + 30 s \| \| \| 3.º \| Paco Mancebo \| Illes Balears-Banesto \| + 2 min 13 s \| \| \| 4.º \| Alejandro Valverde \| Comunidad Valenciana-Kelme \| + 3 min 30 s \| \| \| 5.º \| Carlos García Quesada \| Comunidad Valenciana-Kelme \| + 7 min 44 s \| \| \| 6.º \| Carlos Sastre \| CSC \| + 8 min 11 s \| \| \| 7.º \| Isidro Nozal \| Liberty Seguros \| + 8 min 48 s \| \| \| 8.º \| José Ángel Gómez Marchante \| Costa de Almería-Paternina \| + 13 min 08 s \| \| \| 9.º \| Luis Pérez Rodríguez \| Cofidis-Le Crédit par Téléphone \| + 13 min 24 s \| \| \| 10.º \| David Blanco \| Comunidad Valenciana-Kelme \| + 15 min 15 s \| \| \| 11.º \| Stefano Garzelli \| Vini Caldirola-Nobili Rubinetterie \| + 15 min 33 s \| \| \| 12.º \| Marcos Serrano \| Liberty Seguros \| + 17 min 14 s \| \| \| 13.º \| Manolo Beltrán \| US Postal Service-Berry Floor \| + 17 min 43 s \| \| \| 14.º \| Paco Lara \| Costa de Almería-Paternina \| + 24 min 16 s \| \| \| 15.º \| Samuel Sánchez \| Euskaltel-Euskadi \| + 29 min 23 s \| \| \| 16.º \| Damiano Cunego \| Saeco \| + 29 min 51 s \| \| \| 17.º \| Jorge Ferrío \| Costa de Almería-Paternina \| + 30 min 49 s \| \| \| 18.º \| David Plaza \| Cafés Baqué \| + 31 min 24 s \| \| \| 19.º \| Eladio Jiménez \| Comunidad Valenciana-Kelme \| + 34 min 35 s \| \| \| 20.º \| Luis Pasamontes \| Relax-Bodysol \| + 37 min 49 s \| \| \| 21.º \| Unai Osa \| Illes Balears-Banesto \| + 38 min 06 s \| \| \| 22.º \| Óscar Sevilla \| Phonak Hearing Systems \| + 39 min 01 s \| \| \| 23.º \| Juanma Gárate \| Lampre \| + 40 min 09 s \| \| \| 24.º \| Joan Horrach \| Illes Balears-Banesto \| + 46 min 17 s \| \| \| 25.º \| Daniel Atienza \| Cofidis-Le Crédit par Téléphone \| + 48 min 29 s \| \| |                            |                                    |                  |
| |                            |                                    |                  |
| Fuente: ProCyclingStats |                            |                                    |                  |
| Clasificación general |                            |                                    |                  |
| Ciclista | Ciclista                   | Equipo                             | Tiempo           |
| 1.º | Roberto Heras              | Liberty Seguros                    | 77 h 42 min 46 s |
| 2.º | Santi Pérez                | Phonak Hearing Systems             | + 30 s           |
| 3.º | Paco Mancebo               | Illes Balears-Banesto              | + 2 min 13 s     |
| 4.º | Alejandro Valverde         | Comunidad Valenciana-Kelme         | + 3 min 30 s     |
| 5.º | Carlos García Quesada      | Comunidad Valenciana-Kelme         | + 7 min 44 s     |
| 6.º | Carlos Sastre              | CSC                                | + 8 min 11 s     |
| 7.º | Isidro Nozal               | Liberty Seguros                    | + 8 min 48 s     |
| 8.º | José Ángel Gómez Marchante | Costa de Almería-Paternina         | + 13 min 08 s    |
| 9.º | Luis Pérez Rodríguez       | Cofidis-Le Crédit par Téléphone    | + 13 min 24 s    |
| 10.º | David Blanco               | Comunidad Valenciana-Kelme         | + 15 min 15 s    |
| 11.º | Stefano Garzelli           | Vini Caldirola-Nobili Rubinetterie | + 15 min 33 s    |
| 12.º | Marcos Serrano             | Liberty Seguros                    | + 17 min 14 s    |
| 13.º | Manolo Beltrán             | US Postal Service-Berry Floor      | + 17 min 43 s    |
| 14.º | Paco Lara                  | Costa de Almería-Paternina         | + 24 min 16 s    |
| 15.º | Samuel Sánchez             | Euskaltel-Euskadi                  | + 29 min 23 s    |
| 16.º | Damiano Cunego             | Saeco                              | + 29 min 51 s    |
| 17.º | Jorge Ferrío               | Costa de Almería-Paternina         | + 30 min 49 s    |
| 18.º | David Plaza                | Cafés Baqué                        | + 31 min 24 s    |
| 19.º | Eladio Jiménez             | Comunidad Valenciana-Kelme         | + 34 min 35 s    |
| 20.º | Luis Pasamontes            | Relax-Bodysol                      | + 37 min 49 s    |
| 21.º | Unai Osa                   | Illes Balears-Banesto              | + 38 min 06 s    |
| 22.º | Óscar Sevilla              | Phonak Hearing Systems             | + 39 min 01 s    |
| 23.º | Juanma Gárate              | Lampre                             | + 40 min 09 s    |
| 24.º | Joan Horrach               | Illes Balears-Banesto              | + 46 min 17 s    |
| 25.º | Daniel Atienza             | Cofidis-Le Crédit par Téléphone    | + 48 min 29 s    |

### Clasificación por puntos
| Clasificación por puntos | Clasificación por puntos | Clasificación por puntos           | Clasificación por puntos | Clasificación por puntos |
| Ciclista                 | Ciclista                 | Equipo                             | Puntos                   |                          |
| ------------------------ | ------------------------ | ---------------------------------- | ------------------------ | ------------------------ |
| 1.º                      | Erik Zabel               | T-Mobile                           | 152 pts                  |                          |
| 2.º                      | Alejandro Valverde       | Comunidad Valenciana-Kelme         | 144 pts                  |                          |
| 3.º                      | Roberto Heras            | Liberty Seguros                    | 142 pts                  |                          |
| 4.º                      | Santi Pérez              | Phonak Hearing Systems             | 135 pts                  |                          |
| 5.º                      | Paco Mancebo             | Illes Balears-Banesto              | 134 pts                  |                          |
| 6.º                      | Carlos Sastre            | CSC                                | 78 pts                   |                          |
| 7.º                      | Isidro Nozal             | Liberty Seguros                    | 76 pts                   |                          |
| 8.º                      | Leonardo Piepoli         | Saunier Duval-Prodir               | 56 pts                   |                          |
| 9.º                      | Luis Pérez Rodríguez     | Cofidis-Le Crédit par Téléphone    | 54 pts                   |                          |
| 10.º                     | Stefano Garzelli         | Vini Caldirola-Nobili Rubinetterie | 53 pts                   |                          |

### Clasificación de la montaña
| Clasificación de la montaña | Clasificación de la montaña | Clasificación de la montaña | Clasificación de la montaña | Clasificación de la montaña |
| Ciclista                    | Ciclista                    | Equipo                      | Puntos                      |                             |
| --------------------------- | --------------------------- | --------------------------- | --------------------------- | --------------------------- |
| 1.º                         | Félix Cárdenas              | Cafés Baqué                 | 167 pts                     |                             |
| 2.º                         | Roberto Heras               | Liberty Seguros             | 111 pts                     |                             |
| 3.º                         | Santi Pérez                 | Phonak Hearing Systems      | 110 pts                     |                             |
| 4.º                         | Eladio Jiménez              | Comunidad Valenciana-Kelme  | 110 pts                     |                             |
| 5.º                         | Paco Mancebo                | Illes Balears-Banesto       | 92 pts                      |                             |
| 6.º                         | Tino Zaballa                | Saunier Duval-Prodir        | 80 pts                      |                             |
| 7.º                         | Alejandro Valverde          | Comunidad Valenciana-Kelme  | 67 pts                      |                             |
| 8.º                         | Manuel Quinziato            | Lampre                      | 54 pts                      |                             |
| 9.º                         | José Miguel Elías           | Relax-Bodysol               | 50 pts                      |                             |
| 10.º                        | Juan Fuentes Angullo        | Saeco                       | 44 pts                      |                             |

### Clasificación combinada
En la clasificación combinada se suman los puestos de los corredores en la clasificación general, la clasificación a puntos y la de la montaña. El corredor que menos puestos tenga en la suma de las tres camisas es el primero de la clasificación.
| Clasificación de la combinada | Clasificación de la combinada | Clasificación de la combinada   | Clasificación de la combinada | Clasificación de la combinada |
| Ciclista                      | Ciclista                      | Equipo                          | Puntos                        |                               |
| ----------------------------- | ----------------------------- | ------------------------------- | ----------------------------- | ----------------------------- |
| 1.º                           | Roberto Heras                 | Liberty Seguros                 | 6 pts                         |                               |
| 2.º                           | Santi Pérez                   | Phonak Hearing Systems          | 9 pts                         |                               |
| 3.º                           | Paco Mancebo                  | Illes Balears-Banesto           | 13 pts                        |                               |
| 4.º                           | Alejandro Valverde            | Comunidad Valenciana-Kelme      | 13 pts                        |                               |
| 5.º                           | Isidro Nozal                  | Liberty Seguros                 | 27 pts                        |                               |
| 6.º                           | Eladio Jiménez                | Comunidad Valenciana-Kelme      | 34 pts                        |                               |
| 7.º                           | Carlos Sastre                 | CSC                             | 37 pts                        |                               |
| 8.º                           | Luis Pérez Rodríguez          | Cofidis-Le Crédit par Téléphone | 40 pts                        |                               |
| 9.º                           | José Ángel Gómez Marchante    | Costa de Almería-Paternina      | 41 pts                        |                               |
| 10.º                          | Félix Cárdenas                | Cafés Baqué                     | 43 pts                        |                               |

### Clasificación por equipos
| Clasificación por equipos | Clasificación por equipos       | Clasificación por equipos | Clasificación por equipos |
| Equipo                    | Equipo                          | Tiempo                    |                           |
| ------------------------- | ------------------------------- | ------------------------- | ------------------------- |
| 1.º                       | Comunidad Valenciana-Kelme      | 233 h 04 min 50 s         |                           |
| 2.º                       | Liberty Seguros                 | + 27 min 22 s             |                           |
| 3.º                       | Illes Balears-Banesto           | + 36 min 51 s             |                           |
| 4.º                       | Costa de Almería-Paternina      | + 54 min 41 s             |                           |
| 5.º                       | Phonak Hearing Systems          | + 57 min 25 s             |                           |
| 6.º                       | Café Baqué                      | + 1 h 02 min 16 s         |                           |
| 7.º                       | Saunier Duval-Prodir            | + 1 h 35 min 23 s         |                           |
| 8.º                       | US Postal Service-Berry Floor   | + 1 h 41 min 44 s         |                           |
| 9.º                       | Cofidis-Le Crédit par Téléphone | + 1 h 43 min 29 s         |                           |
| 10.º                      | CSC                             | + 1 h 48 min 26 s         |                           |

## Evolución de las clasificaciones
| Etapa                   |                          | Ganador _                       | Clasificación general | Puntos         | Montaña                 | Combinada          | Equipo _                      |
| ----------------------- | ------------------------ | ------------------------------- | --------------------- | -------------- | ----------------------- | ------------------ | ----------------------------- |
| 1.ª etapa               | contrarreloj por equipos | US Postal Service-Berry Floor   | Floyd Landis          | Floyd Landis   | Floyd Landis            | Floyd Landis       | US Postal Service-Berry Floor |
| 2.ª etapa               | etapa llana              | Alessandro Petacchi             | Max van Heeswijk      | Erik Zabel     | Floyd Landis            | Floyd Landis       | US Postal Service-Berry Floor |
| 3.ª etapa               | etapa llana              | Alejandro Valverde              | Benoît Joachim        | Stuart O'Grady | Floyd Landis            | Floyd Landis       | US Postal Service-Berry Floor |
| 4.ª etapa               | etapa llana              | Alessandro Petacchi             | Benoît Joachim        | Erik Zabel     | Floyd Landis            | Floyd Landis       | US Postal Service-Berry Floor |
| 5.ª etapa               | etapa escarpada          | Denís Menshov                   | Manolo Beltrán        | Stuart O'Grady | Juanma Gárate           | Floyd Landis       | US Postal Service-Berry Floor |
| 6.ª etapa               | etapa escarpada          | Óscar Freire                    | Manolo Beltrán        | Stuart O'Grady | Paco Mancebo            | Manolo Beltrán     | US Postal Service-Berry Floor |
| 7.ª etapa               | etapa llana              | Alessandro Petacchi             | Manolo Beltrán        | Erik Zabel     | Paco Mancebo            | Denís Menshov      | US Postal Service-Berry Floor |
| 8.ª etapa               | contrarreloj individual  | Tyler Hamilton Víctor Hugo Peña | Floyd Landis          | Erik Zabel     | Paco Mancebo            | Floyd Landis       | US Postal Service-Berry Floor |
| 9.ª etapa               | etapa de montaña         | Leonardo Piepoli                | Floyd Landis          | Erik Zabel     | David Fernández Domingo | Paco Mancebo       | US Postal Service-Berry Floor |
| 10.ª etapa              | etapa de montaña         | Eladio Jiménez                  | Floyd Landis          | Stuart O'Grady | José Miguel Elías       | Paco Mancebo       | Comunidad Valenciana-Kelme    |
| 11.ª etapa              | etapa llana              | David Zabriskie                 | Floyd Landis          | Stuart O'Grady | José Miguel Elías       | Alejandro Valverde | Comunidad Valenciana-Kelme    |
| 12.ª etapa              | etapa de montaña         | Roberto Heras                   | Roberto Heras         | Stuart O'Grady | Roberto Heras           | Roberto Heras      | Comunidad Valenciana-Kelme    |
| 13.ª etapa              | etapa llana              | Alessandro Petacchi             | Roberto Heras         | Erik Zabel     | Roberto Heras           | Roberto Heras      | Comunidad Valenciana-Kelme    |
| 14.ª etapa              | etapa de montaña         | Santi Pérez                     | Roberto Heras         | Erik Zabel     | Roberto Heras           | Roberto Heras      | Comunidad Valenciana-Kelme    |
| 15.ª etapa              | cronoescalada            | Santi Pérez                     | Roberto Heras         | Erik Zabel     | Roberto Heras           | Roberto Heras      | Comunidad Valenciana-Kelme    |
| 16.ª etapa              | etapa de media montaña   | José Cayetano Juliá             | Roberto Heras         | Erik Zabel     | Roberto Heras           | Roberto Heras      | Comunidad Valenciana-Kelme    |
| 17.ª etapa              | etapa de montaña         | Félix Cárdenas                  | Roberto Heras         | Erik Zabel     | Félix Cárdenas          | Roberto Heras      | Comunidad Valenciana-Kelme    |
| 18.ª etapa              | etapa de montaña         | Javier Pascual Rodríguez        | Roberto Heras         | Erik Zabel     | Félix Cárdenas          | Roberto Heras      | Comunidad Valenciana-Kelme    |
| 19.ª etapa              | etapa de media montaña   | Tino Zaballa                    | Roberto Heras         | Erik Zabel     | Félix Cárdenas          | Roberto Heras      | Comunidad Valenciana-Kelme    |
| 20.ª etapa              | etapa de montaña         | José Enrique Gutiérrez          | Roberto Heras         | Erik Zabel     | Félix Cárdenas          | Roberto Heras      | Comunidad Valenciana-Kelme    |
| 21.ª etapa              | contrarreloj individual  | Santi Pérez                     | Roberto Heras         | Erik Zabel     | Félix Cárdenas          | Roberto Heras      | Comunidad Valenciana-Kelme    |
| Clasificaciones finales | Clasificaciones finales  |                                 | Roberto Heras         | Erik Zabel     | Félix Cárdenas          | Roberto Heras      | Comunidad Valenciana-Kelme    |

## Banda sonora
- TVE cubrió esta prueba escogiendo como banda sonora la canción "Con la luna llena", de Melendi.